# Wilhelmsthal (Thüringen)
Wilhelmsthal is een plaats in de Wartburgkreis in de Duitse deelstaat Thüringen. Het dorp dankt zijn naam aan het  slot Wilhelmsthal dat rond 1700 hier werd gebouwd door Johan-Willem van Saksen-Eisenach. In 1994 werd Wilhemsthal samengevoegd met Eckardtshausen.
Op 6 juli 2018 ging de gemeente Marksuhl, waar Wilhelmsthal (Thüringen) tot die dag onder viel, op in de gemeente Gerstungen.